# Ryu Seung-ryong
Ryu Seung-ryong (* 29. November 1970 in Seocheon-gun, Südkorea) ist ein südkoreanischer Schauspieler. 
Er tritt seit 2004 als Schauspieler in Erscheinung. In The Recipe (2010) spielte er einen Fernsehjournalisten, der einem ganz besonders gemachten Doenjang-jjigae nachgeht.
2013 spielte er die Hauptrolle in Miracle in Cell No. 7, dem bisher dritterfolgreichsten südkoreanischen Film mit mehr als 12 Millionen Zuschauern in Südkorea. 2014 spielte er einen Ex-Söldner in dem Actionfilm The Target.
2019 ist er in der Zombieserie Kingdom von Netflix zu sehen.
Sein Schaffen umfasst rund drei Dutzend Produktionen. Davon haben vier seiner Filme jeweils über 10 Millionen Zuschauer in die Kinos gelockt.

## Filmografie (Auswahl)
- 2004: Someone Special (아는 여자 Aneun Yeoja)
- 2004: 1.3.6 „Has the Shower Ended?“ (Kurzfilm)
- 2005: Murder, Take One
- 2005: Good Girl (Kurzfilm)
- 2006: If You Were Me 2 „Someone Grateful“ (Kurzfilm)
- 2006: Righteous Ties (거룩한 계보 Georukhan Gyebo)
- 2006: Cruel Winter Blues (열혈남아 Yeolhyeolnama)
- 2007: Beyond the Years (천년학 Cheonnyeonhak)
- 2007: Hwang Jin Yi (황진이)
- 2007: Eleventh Mom (열한번째 엄마 Yeolhan-beonjje Eomma)
- 2007: My Love (내 사랑 Nae Sarang)
- 2009: Mr. & Mrs. Lee (7급 공무원 7geup Gongmuwon, internationaler Titel: My Girlfriend Is an Agent)
- 2009: Living Death (불신지옥 Bulsinjiok)
- 2009: Good Morning President (굿모닝 프레지던트)
- 2009: Secret (시크릿)
- 2010: Bestseller (베스트셀러)
- 2010: Loving You Today (Kurzfilm)
- 2010: Blades of Blood (구름을 벗어난 달처럼 Gureumeul Beoseonan Dalcheoreom)
- 2010: The Quiz Show Scandal (퀴즈왕 Kwijeu Wang)
- 2010: The Recipe (된장 Doenjang)
- 2011: Krieg der Königreiche – Battlefield Heroes (평양성)
- 2011: Children… (아이들 Aideul)
- 2011: The Front Line – Der Krieg ist nie zu Ende (고지전)
- 2011: War of the Arrows (최종병기 활)
- 2012: All About My Wife (내 아내의 모든 것 Nae Anae-ui Modeun Geot)
- 2012: Masquerade (광해: 왕이 된 남자 Gwanghae: Wang-i Doen Namja)
- 2013: Miracle in Cell No. 7 (7번방의 선물)
- 2014: The Target (표적 Pyojeok)
- 2014: Roaring Currents (명량-회오리바다 Myeongnyeong: Hoeoribada)
- 2015: The Piper (손님 Sonnim)
- 2018: Telekinese
- 2019: Extreme Job – Die Spicy-Chicken-Police
- 2019–2020: Kingdom (킹덤 Kingdeom)
- 2023: Moving (무빙 Mubing)
- 2025: Low Life (파인: 촌뜨기들 Pain: Chunddeugideul)